# Lucio Salis
Lucio Salis (Santa Giusta, 5 marzo 1947) è un comico, scrittore e produttore discografico italiano.

## Biografia
Dopo l'infanzia trascorsa in Sardegna, si trasferisce a Milano tra il 1968 ed il 1972. Si scopre poi cabarettista e partecipa al famoso programma televisivo Drive In, dove interpreta un sardo. È sua la battuta-tormentone "Capitto mi hai?".

### 1960-1977
Nel 1966 inizia la carriera musicale scrivendo e producendo tre singoli dei cugini Antonio Salis (Tonietto) e Francesco Salis, all'epoca appena fuoriusciti dai disciolti Barritas, gruppo fondato dallo stesso Lucio, col cugino Francesco e il chitarrista suo compagno di banco Antonio Albano. I quarantacinque giri in questione sono Maribel/Nell'oscurità, Manchi solo tu/Il ritorno e Il tuo ritorno/Maribel, tutti accreditati ai Salis'n Salis e pubblicati dalla lungimirante Belldisc di Antonio Casetta, già comunque editrice dei singoli dei Barrittas. Nello stesso periodo per la sede regionale RAI della Sardegna è autore di numerose commedie in sardo per la regia di Lino Girau. Nel 1967 scrive, sempre coi cugini Tonietto e Francesco, e produce il primo LP del gruppo: un concept album dal titolo "SA VIDA ITA EST" Primo concept al mondo, in cui si racconta in 13 brani la vita di un uomo, dalla nascita alla morte. I Salis'n Salis sono stati ospiti delle trasmissioni giovanili RAI (su tutte Settevoci, condotta da un giovanissimo Pippo Baudo, e Per voi giovani con Renzo Arbore). Partecipano in seguito anche al Cantagiro, nel 1969 con la canzone Il tuo ritorno. Negli anni '70 è nominato Segretario giovanile dell'UNCLA (Unione Nazionale Compositori, Librettisti e Autori) e scrive programmi radiofonici per Radio Capodistria e Radio Monteceneri.
A Milano, in quegli anni, è direttore artistico di tre etichette discografiche: Belldisc, Bluebell/Liberty e Produttori Associati, scoprendo talenti come De Andrè, Rino Gaetano e Gli alunni del sole, che dal 1971 Lucio Salis metterà sotto contratto con la Produttori Associati, etichetta che pubblica anche i lavori di Fabrizio De André. La band inizia il cammino con un'etichetta che, come essi stessi affermano, «diventerà un marchio cucito nel cuore degli Alunni». Lascia la casa discografica quando non riesce a convincerla a contrattare Rino Gaetano, che riesce però a introdurre alla RCA-Italia grazie all'amicizia col produttore Vincenzo Micocci.
Rientra in Sardegna per realizzare il progetto di una casa discografica regionale, la Strega Record srl, che vivrà per alcuni anni. Inizia l'esperienza di attore e autore satirico proponendo in diversi locali, negli stadi e nelle piazze della Sardegna il suo cabaret italo-sardo. Alcuni dei suoi monologhi vennero inoltre incisi su disco e vendettero oltre 500 000 copie. Fonda la prima compagnia italiana di Teatro Cabaret col suo gruppo di attori della compagnia "Sardegna Viva", di cui scrive tutti i testi e si occupa della regia. SARDEGNA VIVA è stato il primo e unico varietà mai prodotto in Sardegna, portato avanti per quattro stagioni ed è stato visto mediamente da trentamila persone ogni sera. Fonda e dirige a Cagliari, le prime radio "libere" in Italia, e si occupa delle trasmissioni di punta. Così come in altre tra le prime emittenti radiofoniche e televisive nazionali, come Radiolina e Radio 24 ore. Dall'esperienza di Radiolina nascerà poi Videolina, una delle prime emittenti televisive "libere". Salis fu sempre in prima linea per difendere l'emittenza privata. Decide poi di portare il suo cabaret dai locali nelle piazze con il tour estivo "Sardegna Viva.

### 1978-1990
Nuovamente a Roma è ospite fisso della trasmissione "Radio anch'io". Nanni Loy lo vuole a "Cinema democratico", dove entra in contatto con i grandi nomi del cinema italiano, da Ugo Pirro a Sergio Leone, affinando le sue capacità di sceneggiatore e scrittore. La grande riscoperta del mezzo radiofonico, profondamente rinnovatosi sotto la spinta dell'emittenza privata, lo vede ancora presente in Rai con le 95 puntate di "Via AsiagoTenda", "Permette, cavallo?", "Ribalta aperta", "Sapore di Salis", "Il Guastafeste". Ricopre il ruolo di comico in Radio Uno, per la quale scrive e recita centinaia di monologhi.
A Milano entra a far parte del fortunato gruppo di Drive In, la trasmissione cult degli anni ottanta. A Drive In presenta un nuovo personaggio di sardo mite e simpatico, e lancia il suo tormentone "cappittomihai?". L'esperienza di Drive In lo lancia come attore e autore di dimensione nazionale. Sulla scia del successo del programma è ospite in trasmissioni quali Odiens, Campione d'Italia della risata, Risate di Capodanno, Buon Compleanno Canale 5, Buon Natale, Il gioco del 9.
Nel 1989 partecipa alla fortunata serie di Striscia la notizia. La trasmissione riceverà il prestigioso riconoscimento del Telegatto d’Oro.

### 1991-2000
Lavora in RAI alla preparazione dell'edizione 1991 di "Uno Pomeriggio", mentre sulla stampa appaiono recensioni favorevoli del suo personaggio a firma di https://ricerca.gelocal.it/lanuovasardegna/archivio/lanuovasardegna/2013/08/01/NU_08_B.html, Oreste del Buono, Umberto Eco. Le sue migliori battute vengono raccolte e consacrate accanto a quelle dei maggiori umoristi del secolo in volumi di successo quali Anche le formiche, nel loro piccolo, si incazzano e Le cicale.
Dopo l'esperienza con Nanni Loy, sente sempre più l'attrazione per il cinema. Con Renato Pozzetto gira per la regia di Pasquale Festa Campanile "Porca Vacca", quindi per Duccio Tessari Baciami Strega e per Giuliano Montaldo è il protagonista del remake tv di Un cittadino al di sopra di ogni sospetto, andato in onda su Rai 3; anche per Bruno Corbucci ha interpretato alcune puntate di Classe di Ferro.
Con Pupi Avati ha una parte in Magnificat, film che si conquista una nomination al festival di Cannes. È l'attore principale in Sos Laribiancos – I dimenticati di Piero Livi (menzione d'onore al Festival del Cinema di Palm Springs) e fa un cameo coi Vanzina in Sapore di Mare.

### 2000-oggi
Il suo nuovo personaggio, presentato in tv da Lucio Salis nel corso di una puntata di Zelig, del tutto simile al vecchio se non per l'età anagrafica di chi lo interpreta, si chiama "Gavino", proprietario di un ristorante al mare che però sta in montagna.
Nel 2005 conduce numerose puntate di A casa di Lucio, un talk show quotidiano trasmesso in diretta, interamente prodotto in Sardegna e condotto dallo stesso Salis sull'emittente privata "Nova tv" di Oristano.

## Procedimenti giudiziari
- Nel 2010 viene confermata la condanna in appello per aver diffamato Giorgio Carta, ex assessore regionale, un tempo esponente di spicco del Psdi. La causa era stata provocata da ripetuti attacchi denigratori di cui si era reso autore Lucio Salis, e che vedevano come suo bersaglio preferito proprio l'ex assessore che già in passato lo aveva querelato.[1]
- Nel luglio del 2015 viene condannato per aver offeso Antonio Ricci, l’autore di celebri programmi della reti Mediaset. Sette mesi di reclusione con pena sospesa. Il comico aveva accusato l’autore televisivo di avergli rubato l’idea di alcuni programmi, tra cui Drive In.[2][3][4]
- Nel 2018 viene nuovamente citato in giudizio per il reato di diffamazione nei riguardi di Paolo Musiani.[5]